# Emma Reilly
Pour les articles homonymes, voir Reilly (homonymie).
Emma Reilly, née vers 1979 à Belfast, est une ancienne « officière des droits de l’homme » irlandaise résidant en région parisienne, mise au placard puis licenciée après qu’elle a dévoilé que l’ONU a livré à la Chine les noms d’opposants qui devaient s’exprimer devant les instances internationales. Cette affaire témoigne de la pression croissante exercée par la Chine sur les institutions multilatérales.

## Biographie
Elle grandit à Belfast dans les années 1980 en plein Conflit nord-irlandais. Elle étudie les mathématiques et le droit à Cambridge, puis travaille dans une ONG contre la torture au Danemark, puis dans une autre en Tunisie. Elle est employée à partir de janvier 2012 au Palais des nations pour organiser les interventions lors des trois réunions annuelles du CDH. 
Au printemps 2013, elle reçoit un message d'un diplomate chinois lui demandant la confirmation que treize dissidents chinois prévoient de s’accréditer pour assister au Conseil des droits de l’homme. Dans cette liste figurent des Ouïgours en exil, Rebiya Kadeer et Dolkun Isa, l’avocat des droits de l’homme Chen Guangcheng, et un ancien leader du mouvement de Tiananmen, Wang Dan. À ses collègues, elle propose de répondre par un refus, comme c'est l'usage quand des diplomates turcs cherchent à s'informer sur la participation d’opposants kurdes. Son supérieur Eric Tistounet veut au contraire attendre jusqu’à l’ouverture de la session pour transmettre les noms demandés. En parcourant des échanges de mail antérieurs, Emma Reilly découvre que cette faveur accordée à Pékin est en fait habituelle. 
Au cours de l’année 2013, Emma Reilly se plaint à sa hiérarchie, et témoigne auprès de la délégation européenne à Genève. Elle est écartée de sa mission initiale et s’ouvre alors aux médias,,. 
En février 2017, le Haut-Commissariat aux droits de l’homme réfute publiquement ses accusations de mise en danger d’activistes, et explique que les individus concernés avaient été notifiés, ce que rien pourtant n'atteste. Dolkun Isa dit ne jamais avoir été informé. La fuite des noms des dissidents exilés faisait pourtant porter une menace directe sur leurs familles restées en chine. 
L'affaire remonte à la direction de l’ONU. En 2018, la chef de cabinet du secrétaire général Antonio Guterres, Maria Luiza Ribeiro Viotti (en), demande au haut-commissaire aux droits de l’homme Zeid Ra’ad Al-Hussein de résoudre ce différend par une médiation. Mais en 2019, Emma Reilly est démise de toute fonction. En 2020, ses employeurs l'accusent d’avoir commis une faute professionnelle en s'ouvrant à la presse. Sur Twitter, son discours à l’encontre des Nations unies se radicalise. 
Un groupe représentant plus de 30 groupes de lanceurs d'alerte et de lutte contre la corruption prend sa défense en demandant au secrétaire général des Nations unies de protéger Emma Reilly.  
Le Conseil des droits de l’homme n'a pas dévoilé combien de noms d’opposants avaient été confirmés à la Chine au fil des années. Un nouveau système électronique de gestion des accréditations ne permet plus, selon les officiels, de partager les noms. 